# Тулуза-9
Тулуза-9 (фр. Toulouse-9, окс. Tolosa-9) — кантон во Франции, находится в регионе Юг — Пиренеи, департамент Верхняя Гаронна. Входит в состав округа Тулуза.
Код INSEE кантона — 3144. Всего в состав кантона Тулуза-9 входит 2 коммуны, из них главной коммуной является Тулуза.

## Население
Население кантона на 2011 год составляло 45 929 человек.
| 1968 | 1975 | 1982 | 1990 | 1999   | 2006   | 2011   |
| ---- | ---- | ---- | ---- | ------ | ------ | ------ |
| —    | —    | —    | —    | 42 467 | 44 425 | 45 929 |

## Коммуны кантона
| Коммуна            | Население, чел. (2010) | Код INSEE | Почтовый индекс                          |
| ------------------ | ---------------------- | --------- | ---------------------------------------- |
| Рамонвиль-Сент-Ань | 11 994                 | 31446     | 31520                                    |
| Тулуза             | 441 802                | 31555     | 31000, 31100, 31200, 31300, 31400, 31500 |